# 함석태
함석태(咸錫泰, 1889~?)는 한국인 최초로 정규 교육을 받아 면허를 받은 치과 의사이며, 동시에 한국인 의사 면허 취득자로서 개업한 최초의 치과 개업의이다.

## 생애
함석태는 1889년 평안북도 영변에서 태어났다. 1912년 일본 치과의학 전문학교를 졸업했다.
함석태가 졸업할 당시 아직 치과 의사 면허가 마련되어 있지 않아 정식 치과 의사는 아니었다. 1913년 11월 15일 치과의사규칙이 발표되고, 1914년 3월 1일부터 법령이 실시되었고, 치과의사가 되려면 치과의사규칙에 따라 조선 총독의 면허를 받아야 했다. 1913년 12월 11일 치과의사규칙에 따른 취급 수속이 제정되어 치과의사의 업무가 의사·의생과 같이 경찰에서 취급하게 되었다. 함석태는 치과의사규칙에 따라 치과의사 면허 제1호로 등록하여, 1914년 2월 5일 치과의사 면허를 허가받았고, 그해 3월 11일 관보에 게시되었다. 그해 6월 함석태는 서울 삼각동 옛 제창국 자리에서 한성 치과의원을 개원하였다.
당시에는 순종 내외도 일본인에게 치과 진료를 받고 있었는데, 한국인이 치과 진료를 시작했다는 소식을 듣고는 한성 치과의원을 찾았다고 한다. 순종 내외가 진료를 받을 때 치료비는 따로 정하지 않고, 때에 따라 금시계나 금단추, 현금을 주었다.
서울에 있는 의사는 120여 명이었고, 그 가운데 치과 의사는 20여 명이었다. 일본인 의사들은 외국인, 예컨대 데이비드 에드워드 한(한국명 한대위)과 같은 외국인 의사가 개업하는 것을 꺼렸다. 또한 일본은 한국인이 치과의사와 같은 연구직·기술직으로 진입하는 것을 막지 않았는데, 이는 그럼으로써 한국인이 사상이나 정치 분야로 나가는 것을 막기 위해서였다.
함석태는 그러한 틈바구니에서 자리를 잡았고, 그의 뒤를 이어 1917년 한동찬(韓東燦)이 동경 치과의학 전문학교를 졸업하고 평양에서 개업하였고, 1919년 김창규(金昌圭)가 동양 치과의학 전문학교를 졸업하고 광화문에서 개원을 하였다. 1921년 이희창(李凞昌)이 함석태와 같은 학교인 일본 치과의학 전문학교를 졸업하고 무교동에서 개업했으며, 이희창보다 1년 후배인 임택룡(林澤龍)이 1922년 세브란스 병원 치과에서 근무하고 있었다. 그러나 서울에서의 개업이 힘들자 1924년 한국인 치과의사로는 함석태 한 사람만 개업하고 있다고 함석태가 자신의 글 〈구강위생(口腔衛生)〉에서 밝힌다. 또한 그 글에서 구강 위생에 대해 한국인이 소홀함을 지적하였고, 전반적인 관심 부족 때문이라고 안타까워 한다.
일제가 1922년 4월 1일 경성 치과의학교(京城齒科醫學校)를 인가하여 1922년 4월 15일 개교식을 가졌다. 그 학교에서 1925년 4월 15일 제1회 졸업생 한국인 23명이 배출되자, 함석태는 안종서, 김용진 등 십여 명의 동지를 규합하여 한성치과의사회(漢城齒科醫師會)를 한국인만 회원으로 받아들여 조직하였다. 함석태는 함석태는 한국인 최초의 치과의사로서 당당하게 치의학에 대한 사회에 인식을 환기시키는 것과 후진의 앞길을 열어주는 일에도 책임을 느꼈고, 그에 따라 한국인 치과의사가 일본인과 한국인으로 이루어진 조선치과의사회(朝鮮齒科醫師會)에서 소외되는 현실에서 한국인만의 치과의사회가 필요함을 공감하였다. 또한 그는 한국인 치과의사로서의 사회에 봉사가 되는 일이라면 어떠한 노력도 하겠다는 생각을 갖고 있었고, 그의 성향이 나라와 동포를 사랑한 면도 있었다.
그리고 한성치과의사회에 자발적으로 참여한 조동흠이나 총독부의원 치과에서 조수로 근무하던 김연권도 공감하여 함께 참여했으리라 여겨진다. 한성치과의사회는 처음에 회원 7명으로 시작하였으며, 함석태는 회장으로 추대되었다.

## 참고 자료
- 신재의 (2004년 12월). “일제 강점기의 치의학(齒醫學)과 그 제도의 운영” (PDF). 《醫史學》 제13권 (제2호(통권 제25호)): 252~284쪽. ISSN 1225–505X. 2016년 3월 5일에 원본 문서 (PDF)에서 보존된 문서. 2008년 9월 20일에 확인함.
- 김은신 (1995년 11월 1일). 〈치과의사/을지로 입구 「한성 치과의원」〉. 《이것이 한국 최초》. 삼문. ISBN 9788985407359.